# جون هنت (لاعب كريكت)
جون هنت (24 نوفمبر 1874 - 16 سبتمبر 1916) (بالإنجليزية: John Hunt)‏ هو لاعب كريكت بريطاني.